# Hyloconis desmodii
Hyloconis desmodii är en fjärilsart som beskrevs av Tosio Kumata 1963. Hyloconis desmodii ingår i släktet Hyloconis och familjen styltmalar. Inga underarter finns listade i Catalogue of Life.